# Amélia de Freitas Beviláqua
Amélia Carolina de Freitas Beviláqua (Jerumenha, 7 de agosto de 1860 - 17 de novembro de 1946) foi uma advogada, escritora, jornalista e pioneira na luta pelos direitos das mulheres no Brasil.

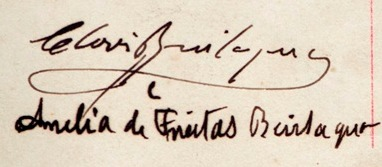
Assinaturas de Clóvis Beviláqua e da esposa Amélia de Freitas.

## Biografia
Amélia Beviláqua nasceu na fazenda Formosa, em Jerumenha, no Piauí, filha do Desembargador José Manuel de Freitas e de D. Teresa Carolina da Silva Freitas. Concluiu sua educação em Pernambuco, onde conheceu e casou com Clóvis Beviláqua no ano de 1883.
Sua vida literária iniciou cedo, quando ainda era estudante em São Luís. Colaborou com o jornal de sua escola, publicando contos e poesias. Em 1889, publicou trabalhos em jornais de Recife e na Revista do Brasil de São Paulo. Atuou, também, como redatora oficial do periódico O Lyrio, de Recife, em 1902, ao lado de Maria Augusta Meira de Vasconcelos Freire. Foi ocupante da cadeira 23 da Academia Piauiense de Letras e patrona da cadeira 48 da Ala Feminina da Casa Juvenal Galeno-Ceará.
Amélia de Freitas Beviláqua foi considerada como uma mulher de vanguarda, liderando o mencionado periódico O Lyrio (Recife-PE; 1898), influenciando a criação do Jornal Borboleta em Teresina-PI. Ousou muito mais, ao ser a primeira mulher a se candidatar à Academia Brasileira de Letras, em 1930. Contam a anedota que em 1930, com o falecimento de Alfredo Pujol, Beviláqua teria sugerido à esposa que se candidatasse à vaga então aberta. Essa destemida candidatura, feminina, havia causado agitação entre os "imortais". Amélia enviou carta ao presidente da Casa, Aloísio de Castro, propondo sua candidatura. O regulamento da Casa previa no entanto, que brasileiros poderiam participar da confraria de letras; a expressão não incluía as mulheres, sustentado por tal argumento o pedido foi negado. Clóvis sustentou, no entanto, que o termo "brasileiros" incluía as mulheres e seu argumento estava fundado em parêmia que radicava no Digesto e em Gaio, que nos dá conta que “hominis appellatione tam foeminam quam masculum contineri non dubitatur”.
Na década de 1920, Amélia Beviláqua já era um nome reconhecido por críticos como Sílvio Romero e Araripe Júnior, tendo várias obras publicadas pela Bernard de Fréres, importante editora da época. Sua projeção literária notavelmente inspirou outras mulheres, especialmente as que viviam no Piauí, a publicar seus escritos. Nesse contexto, ocorre a superação do período lacunoso da escrita feminina piauiense que se seguiu após o fim do primeiro jornal de redação exclusivamente feminina do Piauí, Borboleta (1904-1906); e da revista Alvorada (1909-1912), onde Maria Amélia Rubim era uma das colaboradoras. A escrita feminina ressurgiu camuflada não mais pelas letras iniciais de seus nomes, mas em pseudônimos, importante recurso literário que foi utilizado por várias escritoras, como Charlotte Brontë, e Dionísia Faria da Rocha.

## Obras
- Alcyone (1902)[5]
- Aspectos (1906)
- Instrução e Educação da Infância (1906)
- Através da Vida (1906)
- Silhouettes (1906)
- Literatura e Direito (1907)
- Vesta (1908)
- Angústia (1913)
- Açucena (1921)
- Jeannette (1923)
- Impressões (1929)
- A Academia Brasileira de Letras e Amélia de Freitas Beviláqua (1930)
- Flor do Orfanato (1931)
- Divagações (1931)
- Recordação do dia 7 de Agosto (1933)
- Alma Universal (1935)